# Opus mixtum

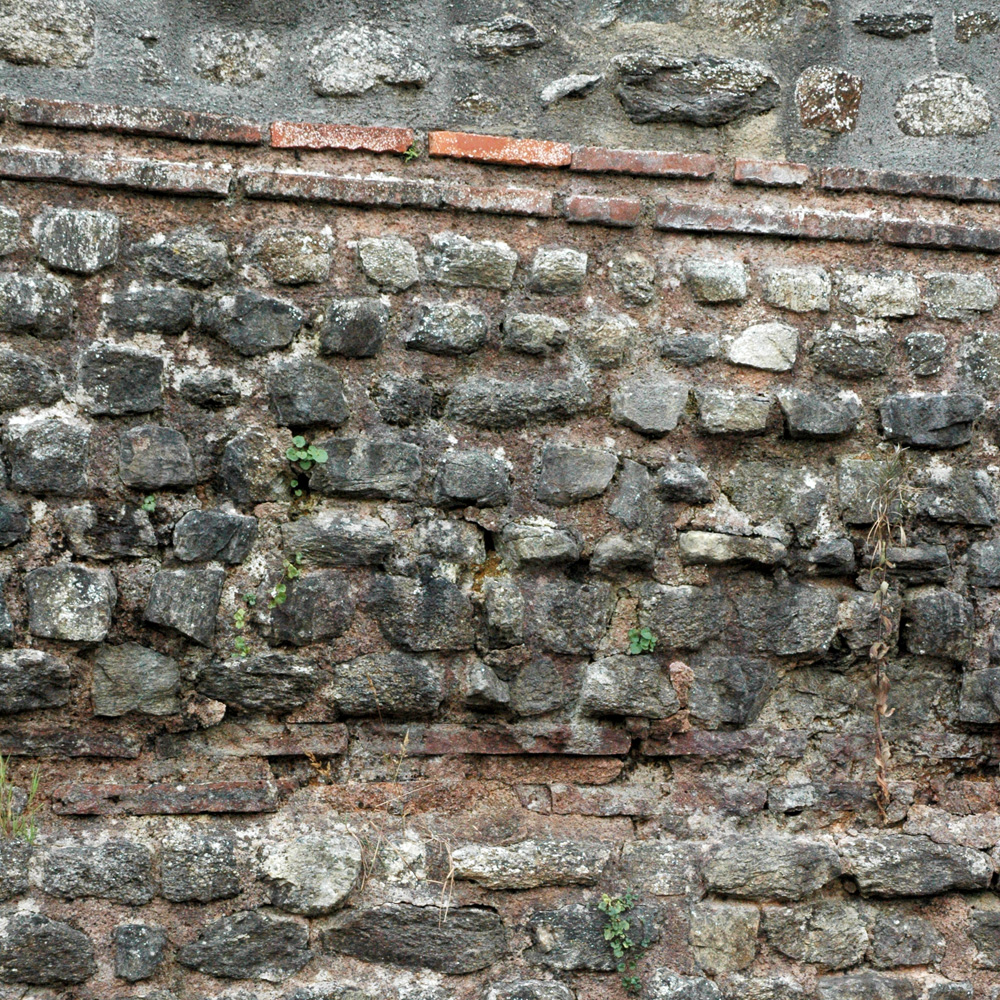
Opus mixtum des substructions du château de Brest.

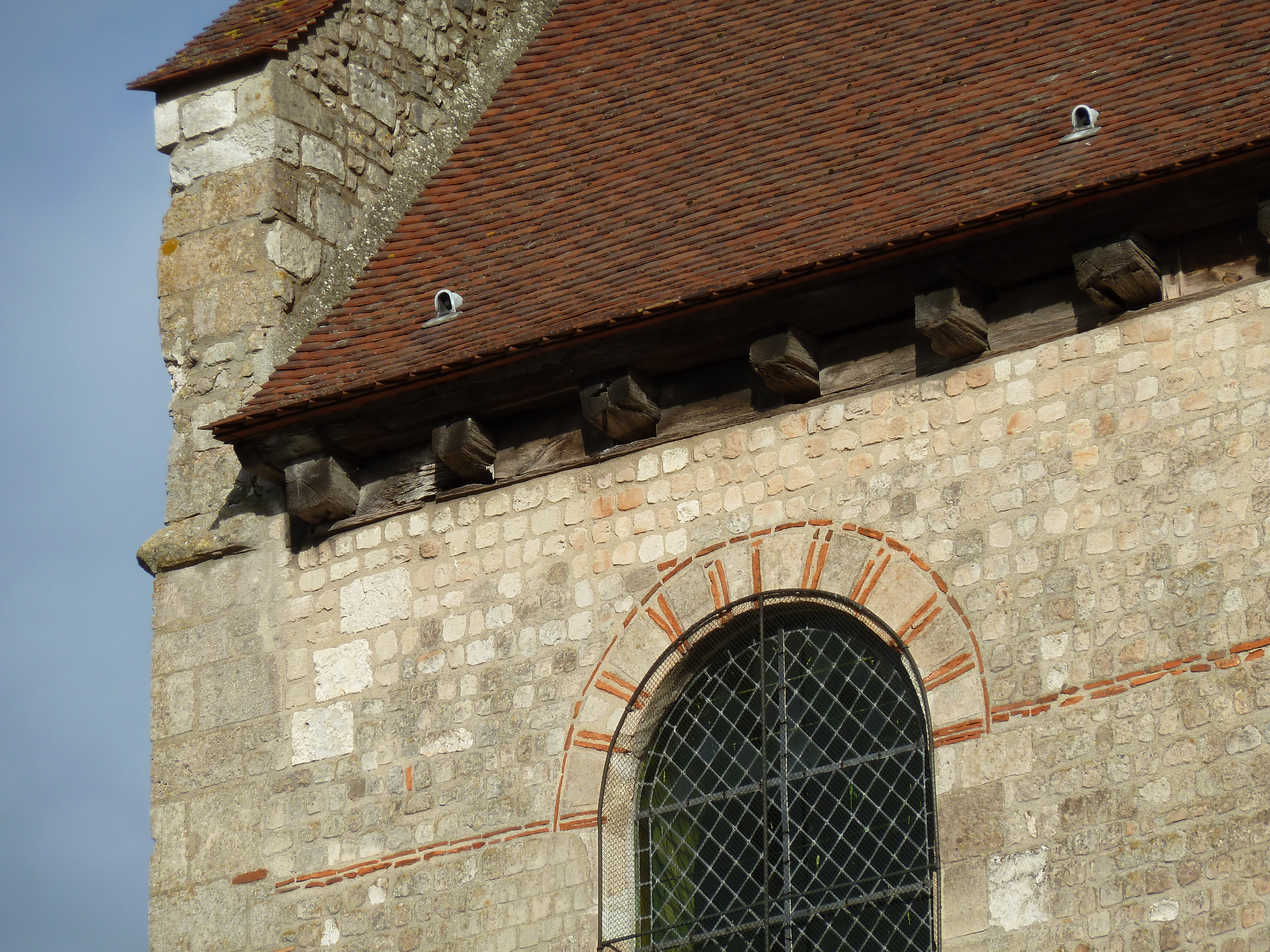
Mur en opus mixtum de l'église Notre-Dame-de-la-Basse-Œuvre de Beauvais : les briques dans les claveaux des fenêtres et le cordon alternent avec les moellons.

Pour les articles homonymes, voir Opus.
L'opus mixtum (appareil mélangé) combine différents appareils dans un même ensemble architectural. Il alterne dans un mur de lits de moellons de pierres (opus vittatum) et de lits de briques (opus testaceum), ou bien des parties en opus reticulatum ceinturées de parties en briques.
L'inclusion des lits de briques a un effet esthétique. De plus, elle protège l'ouvrage contre l'humidité qui peut se propager par capillarité dans les joints de mortier et renforce la cohésion d'ensemble de l'ouvrage. Elle apparaît à la fin de la République et se généralise sous l'Empire[réf. souhaitée].